# Sneek
Sneek (phát âmⓘ; tiếng Tây Frisia: Snits) là một đô thị ở tỉnh Friesland (Fryslân), phía bắc Hà Lan.

## Các trung tâm dân cư
- Loënga (59)
- Offingawier (173)
- Sneek (31.614)
- Ysbrechtum (665)

(dân số trong ngoặc đơn, tính tại thời điểm ngày 1/1/2002)

## Sneek

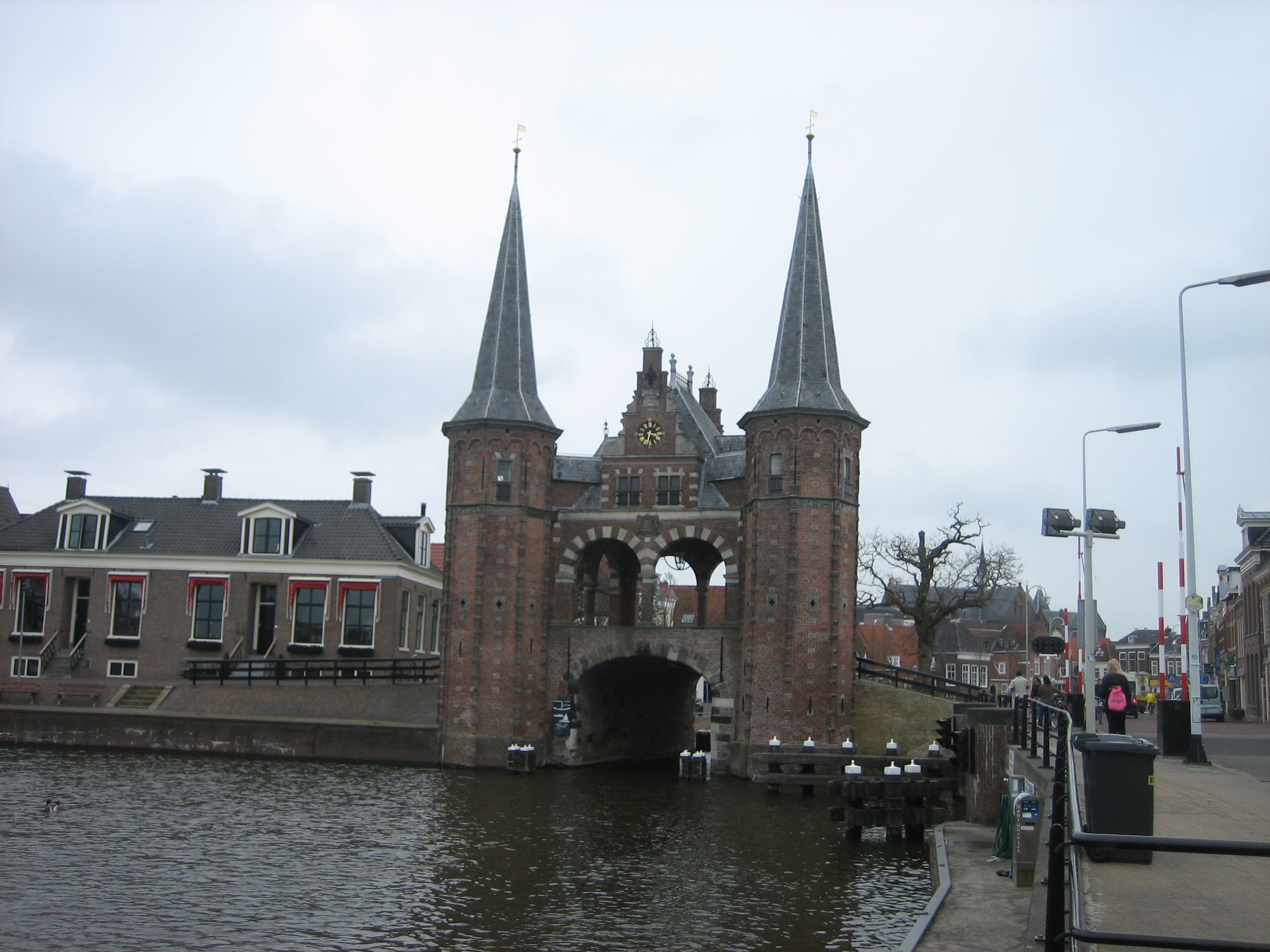
Waterpoort (phía trước)

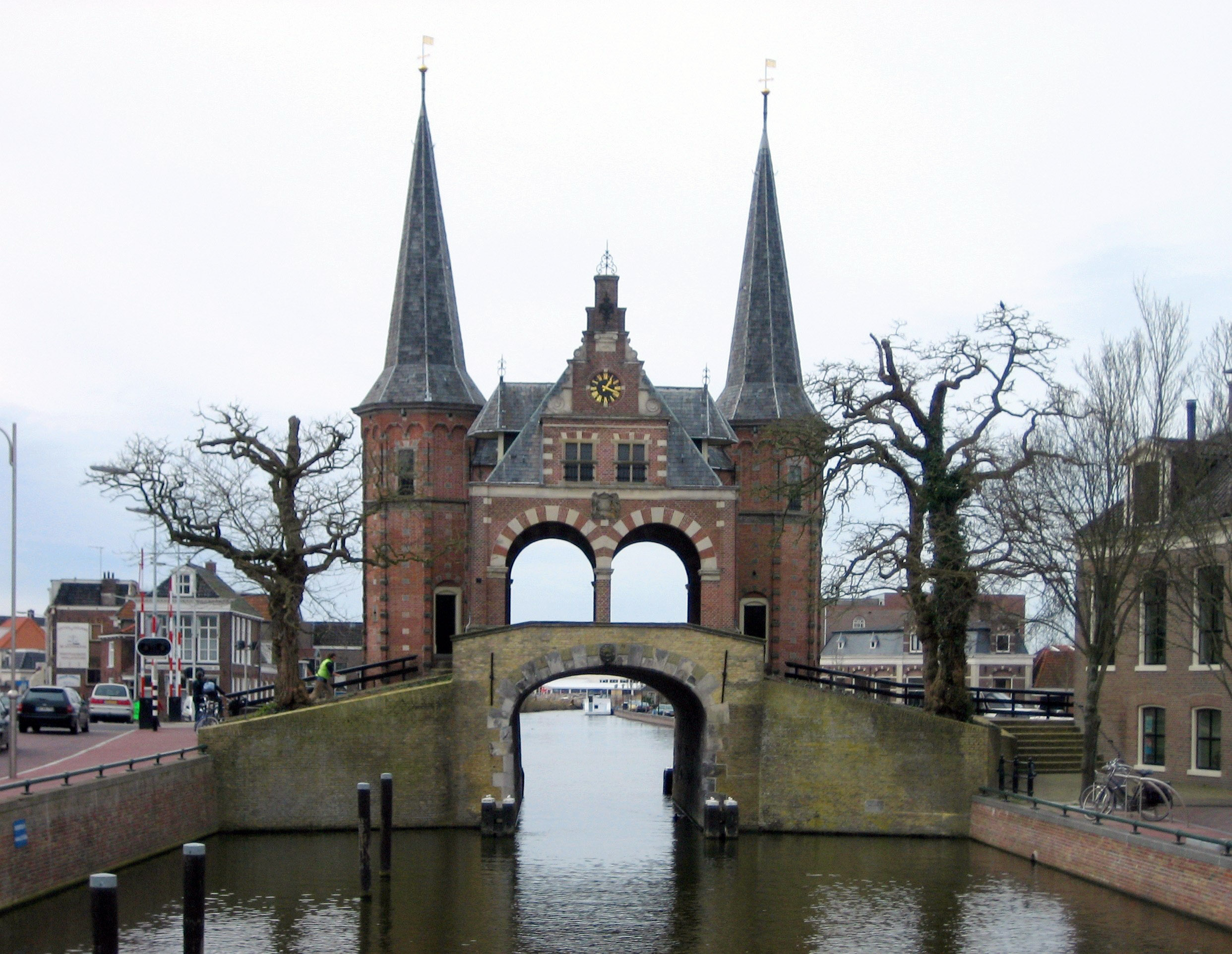
Waterpoort (phía sau)

Sneek được lập thành phố năm 1456. Thành phố này nổi tiếng với Waterpoort (cửa nước) và Sneekweek, một festval tổ chức hàng năm. Sneek là một trong 11 thành phố của Elfstedentocht.